# لويس فيليب لونكي
لويس فيليب لونكي، مستكشف ومغامر ومتحدث تحفيزي بلجيكي. في عام 2008، حقق أول عبور في العالم سيرًا على الأقدام بطول صحراء سيمبسون، والذي كان ممرًا من الشمال إلى الجنوب يمر عبر مركزها الجغرافي. في عام 2018، اجتاز تسمانيا خلال فصل الشتاء في أستراليا دون الحاجة إلى إعادة إمداد، وأطلق عليه الأستراليون اسم البلجيكي المجنون.

## بداية حياته والتعليم
ولد لونكي في موسكرون، بلجيكا لعائلة متخصصة بصناعة الأثاث. درس الهندسة في بروكسل في معهد إيكام، وحصل على الماجستير في الإدارة الصناعية من جامعة لوفان الكاثوليكية، وإدارة الخزينة من كلية الإدارة بجامعة أنتويرب.

## مسيرته

### مستشار إداري[4]
بدأ لونكي حياته المهنية مديرًا للخدمات اللوجستية. منذ عام 1999، اكتسب خبرة في أكثر من 10 شركات مؤسسية في مناصب مختلفة. عمل مستشارًا إداريًا منذ عام 2007 في مجال تكنولوجيا المعلومات بشكل رئيسي. مكنته المهارات التي اكتسبها في عالم الشركات من التخطيط لرحلاته بكفاءة. تعلم بشكل ذاتي التصوير الفوتوغرافي وتحسين محركات البحث والتسويق والاتصالات. تطوع منذ عام 2006 في منظمة الفن في كل منا (بالإنجليزية: Art in All of Us) غير الحكومية وانتخب عضوًا في مجلس إدارتها عام 2010.

### مغامر ومستكشف
بدأت لونكي السفر بمفرده عام 2000. في عام 2002، أرسل إلى سنغافورة للعمل وتعلم هناك الغوص بجهاز التنفس. لتحقيق شغفه، سافر لمدة عام في أوقيانوسيا بين عامي 2004 و2005. بدأ في ممارسة رياضة المشي لمسافة طويلة وسمع عن المغامرين والمستكشفين، وتزايد اهتمامه مشاهدة الفيلم العالمي الشهير وحده عبر أستراليا (بالإنجليزية: Alone across Autralia). عند عودته إلى بلجيكا، التقى المؤلف والمغامر سيلفان تيسون الذي شجعه على الاستمرار. غادر لونكي مرة أخرى في عام 2006 إلى أستراليا لبدء رحلاته الثلاث الأولى.
اجتياز تسمانيا بشكل منفرد دون أن يقوم بإعادة إمداد، ما جذب نحوه أنظار الرعاة وأكسبه الاعتراف بين المستكشفين الأستراليين. بعد عام في أستراليا، عاد إلى بلجيكا وبدأ التخطيط لعدد من الرحلات الاستكشافية الأولى في العالم، كان أولها محاولة عبور صحراء سيمبسون في أطول مسافة لها. نظم حملات استكشافية خيرية صاحبها ضجة وزخم إعلامي، منها: حملة تذوق الشوكولاتة في إيفرست أعلى قمة في العالم. في يوليو 2010، نظم حملة استكشافية عبر آيسلندا بين خط العرض الأقصى من الشمال إلى الجنوب، وأعلن لاحقًا عن نيته الذهاب إلى آيسلندا للقيام بحملة استكشافية خلال فصل الشتاء. تضمنت حملاته الاستكشافية في سيمبسون وآيسلندا برنامجًا علميًا من بيت العلوم الإنسانية في باريس بعنوان «الإجهاد واتخاذ القرار في البيئة القاسية».
في 4 أغسطس 2018، بدأ محاولة لاجتياز تسمانيا دون الحاجة إلى إعادة دعم في الشتاء.

## الحملات الاستكشافية
- 2006 - اجتياز غير مدعوم لمتنزه ويست ماكدونيل الوطني.[9]
- 2006 - اجتياز غير مدعوم لجزيرة فريزر.
- 2007 - اجتياز دون إعادة إمداد للبرية في تسمانيا.
- 2008 - اجتياز غير مدعوم لصحراء سيمبسون من الشمال إلى الجنوب والمرور بالمركز.[10][11]
- 2010 - اجتياز غير مدعوم لآيسلندا في الصيف.[12]
- 2011 - جملة بلجي كاياك، تجول في الممرات المائية البلجيكية بواسطة قوارب الكاياك.[13][14]
- 2012: اجتياز بولندا من جبل ريسي عبر جبال تاترا سيرًا على الأقدام، ثم بواسطة قوارب الكاياك على نهر فيستولا إلى بحر البلطيق،[15][16][17] تحدث عن رحلته هذه في مؤتمر تيد في وارسو عام 2013.[18]
- 2015 - اجتياز غير مدعوم لمتنزه وادي الموت الوطني من الشمال إلى الجنوب
- 2018 - اجتياز تسمانيا من الشمال إلى الجنوب خلال فصل الشتاء الأسترالي، دون إعادة إمداد بالغذاء أو الغاز ، ودون استخدام الطرق والنوم فقط في خيمة.

## وصلات خارجية
- الموقع الرسمي